# Montaña de Luna (comarca agraria)

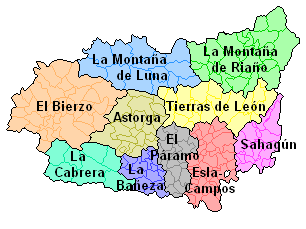
Ubicación de la Montaña de Luna en la provincia

La Montaña de Luna es una comarca agraria española situada al norte de la provincia de León.

## Características geográficas

### Descripción y superficie
Presenta un relieve accidentado, con altitudes entre 999 y 1962 metros, y está conectada con Asturias a través de varios puertos, entre ellos Pajares, Somiedo y Leitariegos. En su red hidrológica destacan los ríos Luna, Sil, Bernesga y Omaña, y los embalses de Barrios de Luna, Villar de Santiago, Las Rozas y Selga de Ordás. Su territorio abarca, según datos de 2007, una superficie de 202 391 ha. e incluye 13 municipios, de los cuales los más extensos son Riello (235,93 km²), Villablino (228,23 km²) y San Emiliano (210,73 km²).
| Municipio           | Superficie (km²) | Municipio    | Superficie (km²) |
| ------------------- | ---------------- | ------------ | ---------------- |
| Los Barrios de Luna | 94,29            | La Robla     | 85,22            |
| Cabrillanes         | 169,16           | San Emiliano | 210,73           |
| Carrocera           | 65,98            | Sena de Luna | 147,71           |
| Murias de Paredes   | 202,18           | Soto y Amío  | 69,19            |
| Palacios del Sil    | 181,4            | Villablino   | 228,23           |
| La Pola de Gordón   | 157,64           | Villamanín   | 176,25           |
| Riello              | 235,93           |              |                  |

### Geología y edafología
Geológicamente, su territorio se compone principalmente de pizarras del Precámbrico, pizarras, margas, dolomías, areniscas y calizas del Devónico, conglomerados, areniscas, pizarras y carbón del Carbonífero, arcillas, areniscas y margas del Neógeno, y rañas del Cuaternario. Entre los suelos más representativos están cryumbrept (21 % de superficie), ustorthent (19 %) y xerochrept (13 %). El primero se caracteriza por ser rico en materia orgánica, profundidad media (50-100 cm), moderadamente ácidos y de textura franco-arenosa. El segundo es un suelo profundo (100-150 cm), con bajo contenido en materia orgánica, pH moderadamente básico y textura franco-arcillosa. El último es un suelo profundo (100-150 cm), con bajo contenido en materia orgánica, ligeramente ácido y de textura franco-arenosa.

### Clima
Según la clasificación agroclimática de Papadakis, su territorio posee dos tipos climáticos, uno Patagoniano húmedo en su franja occidental y otro Mediterráneo templado fresco en el resto de su superficie. El periodo frío o de heladas, meses en los que la temperatura media de las mínimas es inferior a 7 °C, se extiende entre diez y doce meses en la mayor parte del territorio, y durante nueve meses en las zonas bajas de los valles del Sil, Luna y Bernesga. Por su parte, el periodo cálido, con temperatura media máxima superior a 30 grados, varía entre 0 y 1 mes, y el periodo seco o árido varía de un mes en Villablino a tres meses al sur de La Robla. En cuanto al régimen de humedad, el tercio occidental se encuentra bajo un régimen Húmedo y el resto del territorio bajo un régimen Mediterráneo húmedo.

## Características agrarias
Encuadrado en la cordillera Cantábrica, su territorio es principalmente ganadero y forestal, con más de la mitad de la superficie ocupada por bosques y algo más del 31 % ocupada por prados y pastos. En el terreno forestal, un 46 % es de landas y matorrales de vegetación mesófila, un 13 % de matorral boscoso de transición, un 3 % de matorrales de vegetación esclerófila, un 31 % de bosque de frondosas, un 3 % de bosque de coníferas y un 4 % de bosque mixto. Por su parte, las tierras de cultivo representan únicamente un 0,4 % de su superficie, encontrándose en Riello y Soto y Amío. Entre los cultivos destaca el centeno, las praderas polífitas y la patata, además de frutales.
| Distribución de tierras (2004)       | Superficie (ha)            | Superficie (ha) | Superficie (ha) |
| Distribución de tierras (2004)       | Secano \| Regadío \| Total |                 |                 |
| Cultivos herbáceos                   |                            |                 |                 |
| Centeno                              | 100                        | 0               | 100             |
| Praderas polífitas                   | 2                          | 24              | 26              |
| Patata                               | 0                          | 15              | 15              |
| Otros                                | 12                         | 11              | 23              |
| Cultivos leñosos                     |                            |                 |                 |
| Frutales                             | 0                          | 2               | 2               |
| Barbecho y otras tierras no ocupadas | 355                        | 196             | 551             |
| Tierras de cultivo                   | 469                        | 248             | 717             |
| Prados naturales                     | 10 388                     | 1579            | 11 967          |
| Pastizales                           | 51 363                     | 0               | 51 363          |
| Prados y pastos                      | 61 751                     | 1579            | 63 330          |
| Monte maderable                      | 26 116                     |                 | 26 116          |
| Monte abierto                        | 22 599                     |                 | 22 599          |
| Monte leñoso                         | 57 477                     |                 | 57 477          |
| Terreno forestal                     | 106 192                    |                 | 106 192         |
| Erial a pastos                       | 6460                       |                 | 6460            |
| Terreno improductivo                 | 14 883                     |                 | 14 883          |
| Superficie no agrícola               | 7209                       |                 | 7209            |
| Ríos y lagos                         | 4490                       |                 | 4490            |
| Otras superficies                    | 33 042                     |                 | 33 042          |
| Superficie total                     | 201 454                    | 1827            | 203 281         |